# 布尔汉布尔
布尔汉布尔（Burhanpur），是印度中央邦布尔汉布尔县的一个城镇。总人口194360（2001年）。

## 人口
该地2001年总人口194360人，其中男性100031人，女性94329人；0—6岁人口29057人，其中男15115人，女13942人；识字率63.52%，其中男性为69.27%，女性为57.43%。